# Cecilia Loftus

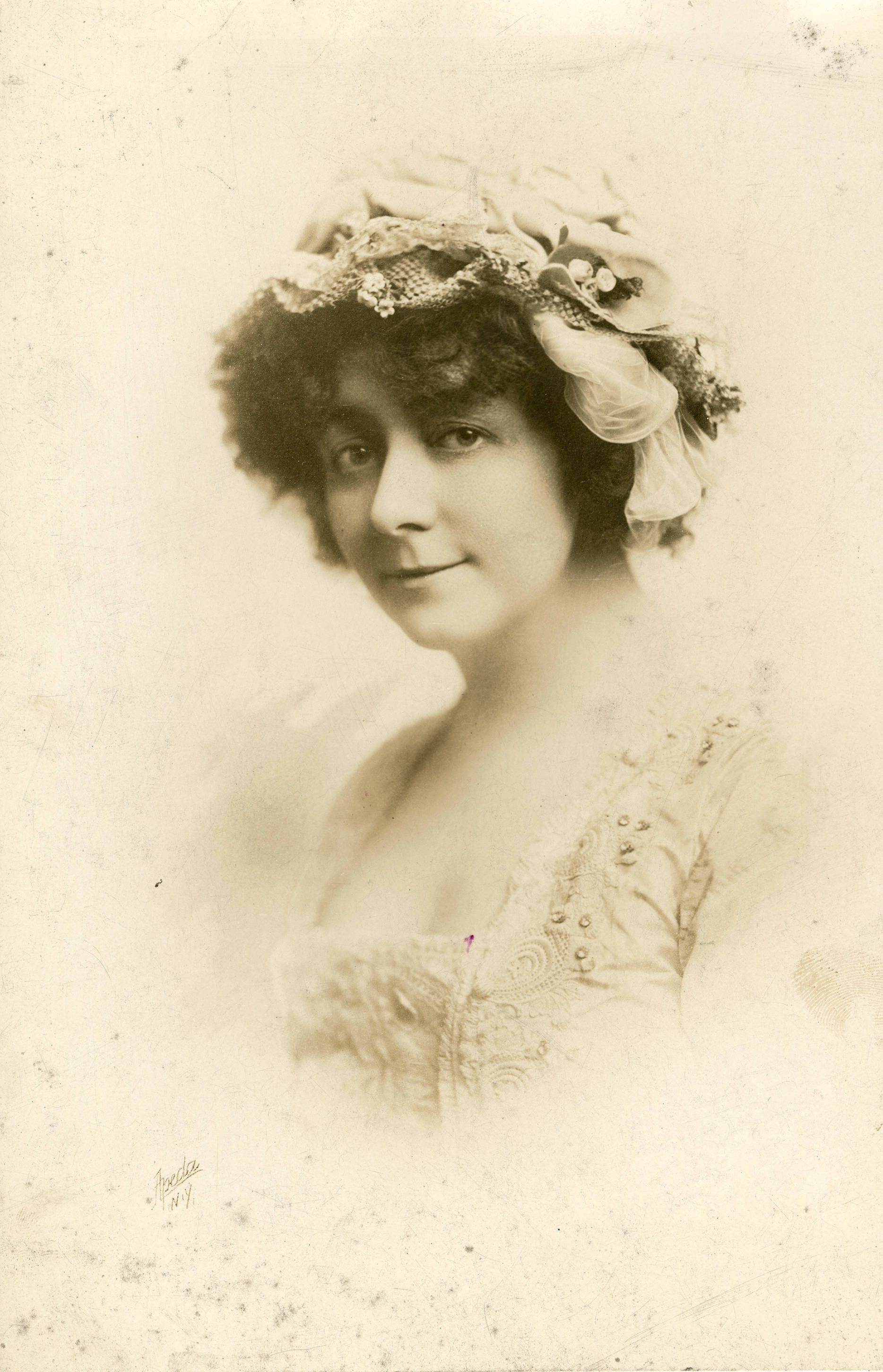
Cecilia Loftus (um 1913)

Marie Cecilia Loftus (* 22. Oktober 1876 in Hutchesontown, Glasgow, Schottland; † 12. Juli 1943 in New York, USA) war eine schottische Schauspielerin und Sängerin, auch bekannt unter dem Namen Cissie Loftus.

## Leben
Loftus entstammte einer Schauspielerfamilie: Ihr Vater war der Schauspieler Ben Brown (1848–1926), Mitglied des Trios „Brown, Newman & Le Clerc“, ihre Mutter Marie Loftus (1857–1940) ebenfalls Schauspielerin. Zwei ihrer Tanten waren Sängerinnen und der Musiker Arthur Brown war ihr Großvater. Ihre Schulzeit absolvierte sie im Convent of the Holy Child Jesus in Raikers Parade in Blackpool. Da ihre Eltern öfters auf Tourneen im gesamten Vereinigten Königreich waren, wohnte Loftus auch im angeschlossenen Internat der Society of the Holy Child Jesus.
Mit 17 Jahren verließ Loftus 1893 die Schule und ging nach London. Dort hatte sie noch im selben Jahr ihr Debüt als Schauspielerin an der Oxford Music Hall (Westminster) und wenig später wurde sie ans Palace Theatre (West End) engagiert. Ihre Auftritte waren eher dem Tingeltangel zuzurechnen, doch George Edwardes (1855–1915) wurde auf sie aufmerksam, der sie für sein Gaiety Theatre engagieren wollte.
Am 29. August 1894 heiratete Loftus in Edinburgh den Schriftsteller Justin Huntly McCarthy, doch die Ehe gestaltete sich nicht sehr glücklich, das Paar trennte sich bald wieder und nach sechs Jahren wurde die Scheidung vollzogen. Im selben Jahr ging Loftus nach New York und ließ sich in Manhattan nieder. Sie wirkte an einigen Inszenierungen am Lyceum Theatre (4th Avenue) mit und schloss sich dann der Theatergruppe von Ada Rehan an. Ihre Tourneen führten sie nach Washington, D.C., St. Louis (Missouri) und Chicago (Illinois). Als Loftus höhere Gagen in Aussicht gestellt wurden, verließ sie Rehan und kehrte nach New York zurück.
Nach wenigen Auftritten dort reiste Loftus zurück nach London, bekam aber an Theatern dort keine längerfristigen Engagements. 1908 heiratete sie in London in zweiter Ehe den US-Bürger Dr. Alonzo Higbee Waterman. Eine komplizierte Schwangerschaft und die frühe Geburt von Sohn Peter führten bei Loftus mit der Zeit zu Abhängigkeit von Alkohol. Verbunden mit ihrer steigenden Abhängigkeit von Schmerzmitteln führte das letztendlich 1920 zur Scheidung. Im November 1922 wurde sie in London wegen Drogenbesitz verhaftet und zu 12 Monaten auf Bewährung verurteilt.
Ihre Kollegin Eva Moore (1868–1955) half Loftus bei der Klärung ihrer finanziellen Probleme, so dass Loftus im Frühjahr 1923 Großbritannien verlassen konnte, um wieder zurück in die USA zu reisen. Sie ließ sich wieder in Manhattan nieder und konnte in einigen Shows (Tingeltangel) am Broadway auftreten. Da ihre Drogenprobleme überstanden schienen, bekam sie auch einige Angebote aus Hollywood.
Es kam zu Rückfällen in den Alkoholismus und ihre Abhängigkeit von Schmerzmitteln nahmen wieder zu. Dieses führte wohl letztendlich zum Herzinfarkt bzw. Herzstillstand, an dem sie am 12. Juli 1943 im Lincoln Hotel (Manhattan) starb. Sie fand ihre letzte Ruhestätte auf dem Kensington Cemetery in Valhalla, N.Y.

## Werke (Auswahl)

### Arrangements/Kompositionen (Auswahl)
- The Belle of Bridgeport. 1900.
- The Lancers. 1907.

### Filmografie
- 1913: A Lady of Quality (Regie: James Searle Dawley)
- 1914: The City of Promise (Kurzfilm)
- 1917: Diana of Dobson's
- 1931: East Lynne
- 1931: Doctors' Wives
- 1931: Young Sinners
- 1935: Once in a Blue Moon
- 1939: Die alte Jungfer (The Old Maid)
- 1939: On Dress Parade
- 1940: The Blue Bird
- 1940: It's a Date
- 1940: Blame It on Love
- 1940: Glückspilze (Lucky Partners)
- 1941: The Black Cat

### Theater (Auswahl)
- The man of forty. 1900.
- If I were king. 1901.
- Dream City. 1906.
- Venus. 1927.
- The three-cornered moon. 1933.
- Abide with me. 1933.
- Little dark house. 1941.